# Robert Shetterly
Robert Shetterly (nascut el 1946) és un artista nord-americà, més conegut per la seva sèrie de retrats, "Americans Who Tell the Truth".

## Americans Who Tell the Truth
El projecte va començar en resposta a les accions del govern nord-americà després dels atacs de l'11 de setembre de 2001 a les torres del World Trade Center a la ciutat de Nova York. Shetterly va emprendre el projecte com una manera de fer front al seu propi dolor i ira pintant els nord-americans que el van inspirar. Inicialment, tenia la intenció de pintar només 50 retrats, però el 2022 s'incloïen més de 260 retrats a la sèrie. Parts de la sèrie giren àmpliament pels Estats Units i es mostren a escoles, museus, biblioteques, galeries i altres espais públics.
Un llibre titulat "Americans Who Tell the Truth", escrit i il·lustrat per Shetterly, va ser publicat per Dutton Children's Books el 2005. Va ser revisat favorablement per Kirkus. Va guanyar el premi Intermediate—Nofiction de l'Associació Internacional de Lectura l'any 2006, i el Children's Book Council, sense ànim de lucre, el va incloure entre els "2006 Notable Social Studies Trade Books for Young People", dient que "segur que inspirarà el debat i la investigació".

## Vida personal
Shetterly viu amb la seva parella, Gail Page, a Brooksville (Maine).

## Publicacions
- Portraits of Racial Justice: Americans Who Tell the Truth, Nova York, NY; New Village Press, 2021.[11]
- Portraits of Earth Justice: Americans Who Tell the Truth, Nova York, NY; New Village Press, 2022.[12]